# Artturi Virtanen
Artturi Ilmari Virtanen (Helsinki, 1895. január 15. – Helsinki, 1973. november 11.) finn vegyész. 1945-ben elnyerte a kémiai Nobel-díjat "az agro- és élelmiszerkémia terén elért eredményeiért", de elsősorban mert kidolgozta a zöldtakarmány silózásának tudományos hátterét.

## Pályafutása
Artturi Virtanen 1895. január 15-én született Helsinkiben Kaarlo Virtanen és Serafiina Isotalo gyermekeként. Viipuriban végezte el a gimnáziumot, majd a Helsinki Egyetemen tanult biológiát, fizikát és kémiát, ahol 1916-ban M.Sc., három évvel később pedig szerves kémiából doktori fokozatot szerzett. A tejfeldolgozó Valion cég laboratóriumában kezdett el dolgozni és már 1920-ban ő lett a laboratórium vezetője. Ennek ellenére nem érezte magát eléggé felkészültnek erre a munkára és kilépett, hogy a Münsteri Egyetemen fizikai kémiát, Zürichben talajkémiát, Stockholmban pedig bakteriológiát tanuljon. 1923-1924 között a Stockholmi Egyetemen enzimológiát tanult a leendő Nobel-díjas Hans von Euler-Chelpintől, ekkor fordult érdeklődése a biokémia felé.
1924-től a Helsinki Egyetemen tanára volt, népszerű előadásain az élet kémiáját taglalta. Emellett a Vajexportálók Szövetkezetének laboratóriumában is dolgozott. Virtanen 1930-ban megalapította a Biokémiai Intézetet, egy évvel később pedig a Helsinki Műszaki Egyetemen kapott biokémiaprofesszori kinevezést. 1939-től a Helsinki Egyetem professzora is volt. 

## Munkássága
Virtanen 1924-ben kimutatta, hogy a glikolízishez hasonlóan a tejsavas és propionsavas erjedéshez is szükség van kofaktorokra és cukorfoszfátokra, vagyis a különböző végeredményű folyamatok nagyon hasonlóan indulnak. Megállapította, hogy az erjedés első lépése a cukor foszforilációja (a folyamatot néhány évvel később teljes egészében Gustav Embden és Otto Meyerhof derítette fel). Munkatársaival együtt elsőként ő derített fel teljes egészében egy fermentációs folyamatot: a dihidroxiaceton glicerollá és glicerinsavvá való bakteriális erjedését.
A 20-as évek végén Virtanen a hüvelyes növények gyökérgumóiban zajló nitrogénkötő folyamatot kezdte vizsgálni és kimutatta, hogy abban a leghemoglobin nevű vörös pigmentanyag fontos szerepet játszik. Tanulmányozta a vitaminszintézist a növényekben és szerves nitrogénforrások felhasználását.
1925-32 között kidolgozta a zöldtakarmány silózásának tökéletesített módszerét, melyet nevének kezdőbetűiből AIV-módszernek neveztek. Ennek lényege az volt, hogy a takarmányt híg kén- és sósavval kezelték, hogy pH-ját úgy állítsák be, amely megakadályozza a káros bakteriális erjedést. A korábbi módszerekkel a baktériumok a szilázs tápanyagainak akár felét is lebontották, míg az AIV-silótakarmány tápértéke nem károsodott. Virtanen kísérletileg kimutatta, hogy az így etetett tehenek teje és húsa teljes mértékben egyenértékű a hagyományosan táplált állatokéval. A későbbiekben megkísérelt részlegesen szintetikus takarmányt létrehozni a tehenek számára.
Felfedezte, hogy nátrium-foszfát hozzáadásával meg lehet akadályozni a vaj avasodását.
A 40-es évek végétől a növények kémiai összetételét vizsgálta és számos új aminosavat és nagy tápértékű kéntartalmú anyagot izolált belőlük. 

## Elismerései

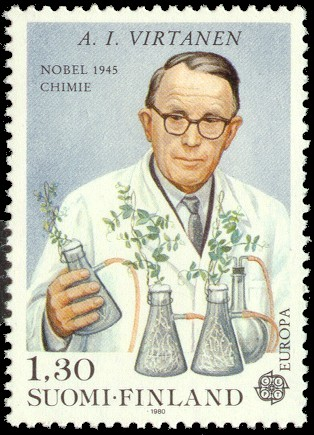
Virtanen egy finn bélyegen

Artturi Virtanen 1945-ben megkapta a kémiai Nobel-díjat az állattenyésztés gazdaságosságát jelentősen megjavító silózási módszeréért és egyéb élelmiszer- és agrárkémiai kutatásaiért. Róla nevezték el az 1449 Virtanen aszteroidát és a Virtanen-krátert a Holdon. 

## Családja
Virtanen 1920-ban vette feleségül Lilja Moisio botanikust. Két fiuk született, Kaarlo és Olavi. Virtanennek Helsinki mellett volt egy farmja, ahol a gyakorlatban is kipróbálta elképzeléseit. Egyszerűen élt, nem tartott autót – noha anyagilag megengedhette volna magának -, nem dohányzott és nem ivott alkoholt.
Artturi Virtanen 1973. november 11-én halt meg egy csípőcsont-törés komplikációinak következtében, 78 éves korában. 